# Jabłuniwka (rejon nosowski)
Jabłuniwka (ukr. Яблунівка) – wieś na Ukrainie, w obwodzie czernihowskim, w rejonie nosowskim. W 2001 roku liczyła 433 mieszkańców.